# تل قلعه چوشون
تل قلعه چوشون مربوط به دوره ساسانیان است و در شهرستان خرم بید، بخش مشهد مرغاب، دهستان شهید آباد، ۱ کیلومتری جنوب شرق روستای احمدآباد واقع شده و این اثر در تاریخ ۷ اسفند ۱۳۸۶ با شمارهٔ ثبت ۲۱۴۳۸ به‌عنوان یکی از آثار ملی ایران به ثبت رسیده‌است.